# Marc Bernard
Léonard Marc Bernard (n. 6 septembrie 1900, Nîmes, Franța – d. 15 noiembrie 1983, Nîmes, Franța) a fost un scriitor francez care a câștigat Premiul Goncourt în 1942 pentru romanul Pareils à des enfants.

## Biografie

### Origini familale
Născut într-o familie săracă, fiul lui Jean Baptiste Bernard, supus spaniol din Sóller (Insulele Baleare), și al Mariei Louise Joyeuse, ajuns orfan de la o vârstă fragedă, Marc Bernard a devenit measger la vârsta de doisprezece ani, apoi muncitor. Și-a satisfăcut serviciul militar în Silezia Superioară din 1920 până în 1922, înainte de a deveni muncitor feroviar în 1924. A intrat apoi în Partidul Comunist Francez și în sindicatul Confederația Generală a Muncii Unitare.

### Cariera literară
L-a cunoscut pe Jean Paulhan în 1928. În 1929, datorită lui, a publicat Zig-zag, un roman de inspirație suprarealistă, care a fost remarcat de Henri Barbusse și Philippe Soupault. În anii 1930 a scris în Monde - un ziar pro-comunist - drept critic. Fervent apărător al literaturii proletare, a contribuit la fondarea în 1932 a „grupului de scriitori proletari”. În 1938, s-a întâlnit cu Else Reichmann la Luvru, o evreică austriacă ce a fugit din Austria din cauza Anschluss-ului, căsătorindu-se cu aceasta în 1940 la Nîmes. După moartea sa, în 1969, i-a dedicat acesteia o trilogie. Marc Bernard a colaborat în mod regulat la radio, la Le Figaro sau la Les Nouvelles Littéraires. A lăsat aproximativ cincisprezece povești și piese de teatru (Vocile, 1945, Le carafon, 1961), în principal editurii Gallimard.
Marc Bernard este înmormântat în cimitirul parizian din Bagneux (divizia 98).

## Opera
Romane și jurnale
- Zig-zag, Gallimard, 1929
- Au secours !, Gallimard, 1931
- Anny, Gallimard, 1934
- Les Éxilés, Gallimard, 1939

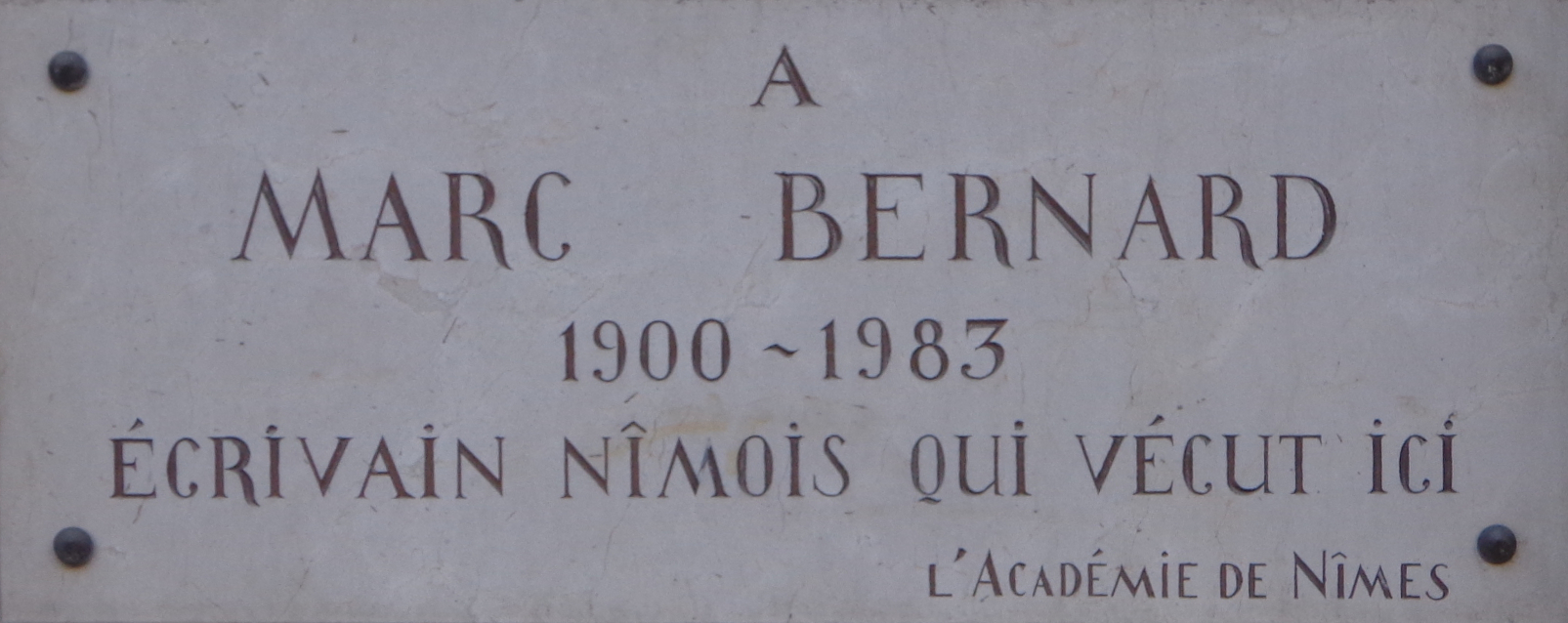
Placa aflată pe casa unde a locuit Marc Bernard la Nîmes.

- Pareils à des enfants, Gallimard, 1942
- Croquis en marge, Éditions de la Tour Magne, 1943
- Insomnie, cu xilografii realizate de Georges Tautel, Éditions de l’Épervier, 1943
- Oradour-sur-Glane, le village exterminé, Le Front national de lutte, 1944
- La Bonne Humeur, Gallimard, 1946
- La Cendre, Gallimard, 1949
- Une journée toute simple, Gallimard, 1950
- Salut, camarades, Gallimard, 1955
- Mayorquinas, Denoël, 1970
- La Mort de la bien-aimée, Gallimard, 1972
- Au-delà de l’absence, Gallimard, 1976
- Les Marionnettes, Gallimard, 1977
- Tout est bien ainsi, Gallimard, 1979
- Au fil des jours, Gallimard, 1984

Nuvele
- Rencontres, Gallimard, 1936
- Vert-et-Argent, Gallimard, 1945
- Vacances (recueil), Grasset, 1953

Eseuri
- Les journées ouvrières des 9 et 12 février, Grasset, 1934
- La Conquête de la Méditerranée, Gallimard, 1939
- Zola par lui-même, Collections Microcosme « Écrivains de toujours », Éditions du Seuil, 1952
- Sarcellopolis[8], Flammarion, 1964. Réédition Finitude, 2010 (préface de Stéphane Bonnefoi) et 2019.
- À l’attaque !, Le Dilettante, 2004 (édition de Stéphane Bonnefoi)
- À hauteur d’homme, Finitude, Bordeaux, 2007, 135 p. ISBN: 978-2-912667-41-0 (édition de Stéphane Bonnefoi)

- Faire front. Les journées ouvrières des 9 et 12 février 1934. Préface de Laurent Lévy, La Fabrique, 2018.

Teatru
- Les Voix, Gallimard, 1946
- Le Carafon, Gallimard, 1961

Corespondență
- Marc Bernard & Jean Paulhan, Correspondance 1928-1968, Éditions Claire Paulhan, 2013 ISBN: 978-2912222442.

Biografie
- Stéphane Bonnefoi, Marc Bernard, la volupté de l'effacement, éditions du Murmure, 2016, ISBN: 978-2-37306-010-2